# B-QLL
B-QLL – polski zespół muzyczny wykonujący gatunki muzyczne disco polo, dance i house, założony w 2010 roku.

## Historia zespołu
Zespół B-QLL powstał 14 lutego 2010 roku z inicjatywy Marcina Niewiadomskiego, który w latach 2007-2009 występował w zespole D-Bomb oraz w latach 1994-2001 w zespole muzyki eurodance United. W skład zespołu wchodził też od momentu powstania zespołu do 11 lutego 2021 były kilkukrotny tancerz grupy D-Bomb Jacek Muszyński. Zespół na początku swojego istnienia odświeżył największy przebój zespołu United - „Go baby go”, którego Marcin Niewiadomski był współtwórcą. Za produkcję i wydanie niektórych utworów muzycznych zespołu odpowiada duet producentów muzycznych Alchemist Project.
W swojej dyskografii zespół ma debiutancki album i liczne przeboje, w tym m.in.: „Uouou”, „U la la la”, „Janusz i Grażyna (Wakacyjna miłość)”, „Łapy w górę”, „Baby Go”, „Draka na cwaniaka”, „Bunga Bunga”, „Tak, tak, żono moja”, „Otruty i zaklęty”, „Zegary”, „Za każdy dotyk” czy „Mój S.O.S.”.

## Dyskografia

### Albumy
| Dane dot. albumu | Rok  |
| ---------------- | ---- |
| Czy to czujesz   | 2018 |

### Single
| „Bunga Bunga”                         | 2012 | –  |                        |                |
| „Łapy w górę”                         | 2013 | –  |                        |                |
| „Otruty i zaklęty”                    | 2014 | –  |                        |                |
| „Za każdy dotyk”                      | 2014 | –  |                        |                |
| „U la la la”                          | 2016 | 19 |                        |                |
| „Tak, tak, żono moja”                 | 2017 | 42 | - POL: platynowa płyta | - POL: 20 000+ |
| „Janusz i Grażyna (Wakacyjna miłość)” | 2018 | 17 | - POL: złota płyta     | - POL: 10 000+ |
| „Zabawa (Everybody pomarańcze)”       | 2019 |    | - POL: złota płyta     | - POL: 10 000+ |
| – singel nie był notowany.            |      |    |                        |                |